# Ernst Schwarz (Pfarrer)

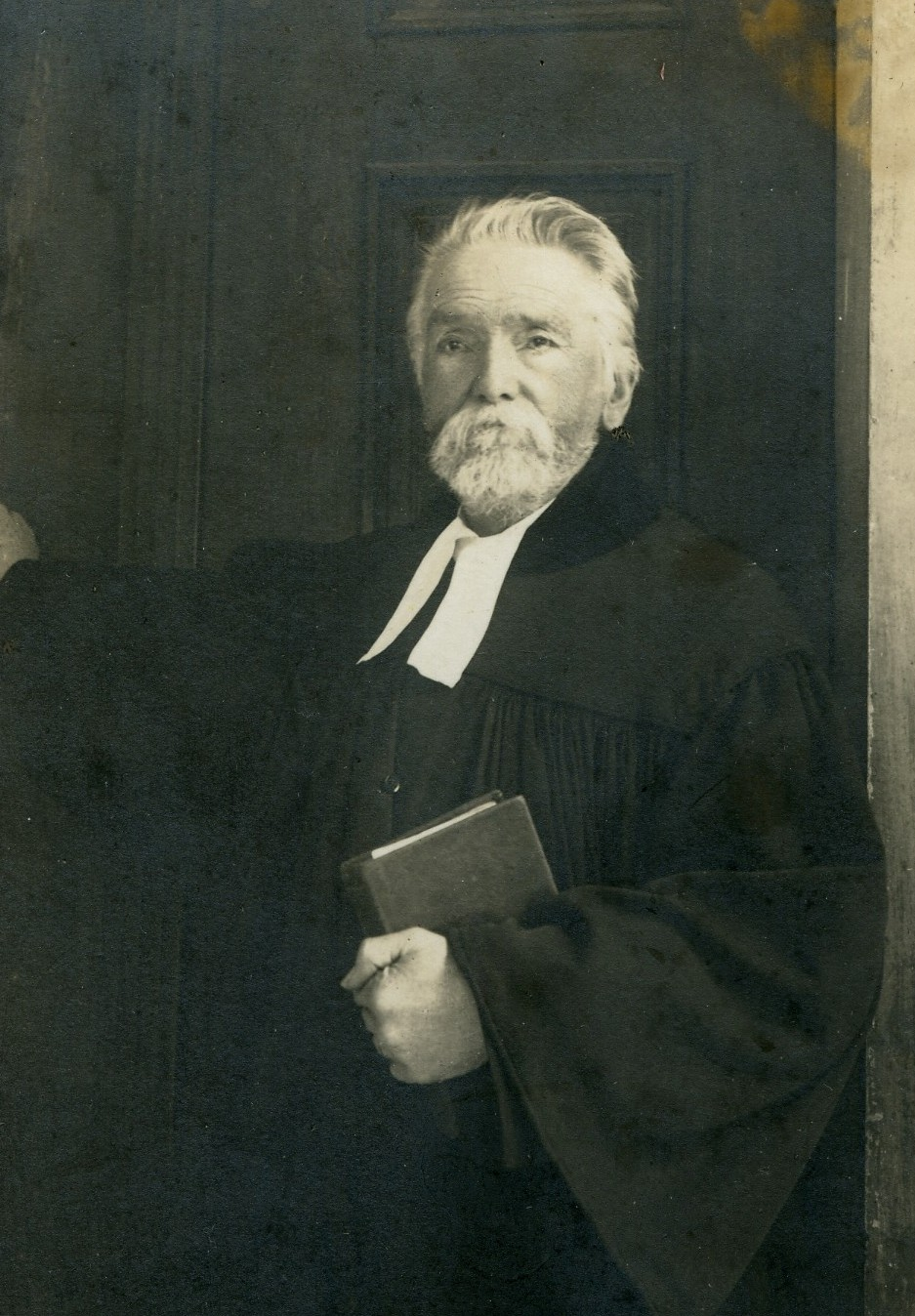
Ernst Schwarz (1921)

Ernst Matthias Schwarz (* 21. Februar 1845 in Melk (Niederösterreich); † 22. Juli 1925 in Waiern (heute zu Feldkirchen in Kärnten gehörig)) war ein evangelischer Pfarrer und Gründer der Diakonie in Waiern (Feldkirchen, Kärnten), das heute Bestandteil der Diakonie de La Tour ist.

## Herkunft und Prägung
Ernst Schwarz 1845 in Melk an der Donau (Niederösterreich) geboren. Sein Vater Ludwig arbeitete als Wasserbauingenieur bei der Donauregulierung mit. Er war zwei Mal verheiratet, beide Male mit einer Katholikin. Aus der ersten Ehe stammten die Kinder Amalie und Eduard Schwarz; nach dem Tod seiner ersten Frau heiratete Ludwig Schwarz erneut, aus der zweiten Ehe stammten die Kinder Ludwig, Heinrich, Gustav, Emilie und Ernst als jüngstes Kind. Entsprechend den zu dieser Zeit noch gültigen Bestimmungen des Toleranzpatentes folgten die Kinder jeweils dem geschlechtsgleichen Elternteil in der Konfession, d. h. die Söhne wurden evangelisch, die Töchter katholisch. Noch bevor Ernst Schwarz ein Jahr alt war, starb seine Mutter Therese. Die ältere Tochter Amalie übernahm in der Folge die Funktion einer Ersatzmutter für die Familie und kümmerte sich entsprechend auch um ihre Geschwister. 1853 wurde der Vater Ludwig Schwarz nach Wien versetzt. Eine wesentliche Rolle bei der Erziehung der Geschwister hatte im Laufe der Zeit auch der zweitälteste Sohn Ludwig erhalten, der 1854 in Wien mit dem Studium der evangelischen Theologie begann. Für Ernst Schwarz ergab sich durch die veränderten Umstände die Möglichkeit, stärker an evangelischem religiösen Leben Anteil zu nehmen. Nicht zuletzt war es wohl auch das Vorbild des großen Bruders, der einen Weg in Richtung der Theologie auch für den jüngsten Bruder wies. Die Zeit, in der Ludwig Schwarz als Pfarrer in Görz tätig war, sollte für die spätere Entwicklung der Diakonie noch von Bedeutung sein, als es hier zum Aufeinandertreffen ähnlich gesinnter Menschen kam. Pfleger und Kurator der Görzer Gemeinde war Julius Hektor Ritter, Freiherr von Zahony, ein Industrieller. In dessen Haus war Ludwig Schwarz oftmals zu Gast, immer wieder auch in Begleitung seines jüngeren Bruders Ernst. So kam es zum Kennenlernen der Brüder Schwarz mit Elvine Ritter von Zahony, der späteren Gräfin de La Tour. Ernst Schwarz nahm sehr intensiv Anteil an der Glaubenskrise und Neuorientierung seines Bruders, die dieser in Görz durchlebte, und so begannen sie gewissermaßen parallel, sich am Vorbild des Martin Boos zu orientieren. Auch Ernst Schwarz begann sein Studium der evangelischen Theologie in Wien, er setzte es später in Jena und Heidelberg fort. Nach seiner Studienzeit in Heidelberg war Schwarz in Genf. Fünf Jahre nach dem Beginn der Kinderrettungsarbeit, 1878, heiratete Ernst Schwarz die 1854 in Wolfsberg geborene Pauline Neckermann. Von Beginn an war Pauline Schwarz auch eine Mitarbeiterin in der sozialen Arbeit, ab 1881 dann in der Kinderrettungsanstalt. Der Ehe von Ernst und Pauline Schwarz entstammten insgesamt sechs Kinder: Siegfried (geb. 1879), Reinhold (1880), Paul (1882), Lisbeth (1885), Elwine (1890) und Ernst (1897). Aufgrund der zunehmenden familiären Aufgaben musste sich Pauline Schwarz zwar bis zu einem gewissen Grade aus der Mitarbeit in den Anstalten zurückziehen, sie blieb aber „zeitweise immer noch die oberste Hausmutter, bei der man sich Rat holte“.

## Wirken als Pfarrer und Senior
Am 12. März 1871 wurde Ernst Schwarz zum Pfarrer von Waiern bei Feldkirchen gewählt. Durch die Gründung der Anstalten in Waiern bekam Ernst Schwarz auch im Gefüge der evangelischen Kirche in Kärnten eine Sonderstellung. Aber es war dies sicher nicht die einzige Ursache dafür, dass er auch für andere Ämter nominiert wurde. 1901 wurde Schwarz zum Senior des Seniorates jenseits der Drau gewählt und 1907 in seinem Amt bestätigt. Für Ernst Schwarz’ Haltung gegenüber dem Katholizismus ist zweifellos seine Biographie von großer Bedeutung; der Umstand, dass er selbst aus einer gemischt-konfessionellen Ehe bzw. Familie stammte, hat ihm wohl eine Art Brückenfunktion gegenüber der katholischen Kirche ermöglicht, die andere Pfarrer nicht hatten. Ein Motiv im Umgang mit dem Verhältnis zwischen evangelischer und katholischer Kirche war für Ernst Schwarz wohl auch die Sorge, dass mit einer Konfrontation den Menschen geschadet werde, etwa im Bereich des Familienlebens. Seine Anstalten der Inneren Mission sah Schwarz von allem Beginn an als ein überkonfessionelles Werk, es ging ihm keineswegs darum, eine Rettungsanstalt nur für evangelische Kinder zu errichten. Für die theologische Haltung von Ernst Schwarz ist ein Einfluss von maßgeblicher Bedeutung, der für die Geschichte der Inneren Mission bzw. Diakonie in Österreich ganz allgemein von Bedeutung ist: der katholische Geistliche Martin Boos und die von ihm beeinflusste Bewegung. Die Geistes- und Frömmigkeitswelt von Boos hatte Schwarz über seinen Bruder Ludwig kennengelernt. Für Ludwig Schwarz war das Beispiel und Vorbild des Martin Boos ein maßgeblicher Einfluss für sein Wirken in der Gemeinde (und später in der diakonischen Arbeit in Gallneukirchen), für Ernst Schwarz war dies ein ebenso maßgeblicher Einfluss unmittelbar vor dem Beginn seines Theologiestudiums. Der größere theologische Rahmen, in den sich diese Bewegung und auch die persönliche Frömmigkeit des Ernst Schwarz (und anderer Gründerpersönlichkeiten der Inneren Mission) einfügen, ist der Pietismus bzw. die vom Pietismus beeinflussten Erweckungsbewegungen des 19. Jahrhunderts. Wesentlicher Punkt hierbei ist die Herausbildung eines Ideals einer sehr persönlichen und auf die Praxis gerichteten Frömmigkeit; das Christentum sollte eben nicht nur geistige Ausrichtung und Glaube sein, sondern in der Lebenspraxis deutlich zum Ausdruck kommen.

## Aufbau der diakonischen Anstalten
Schon bald nach seinem Amtsantritt war es zu einem Anliegen von Pfarrer Schwarz geworden, gegen die weit verbreiteten elenden Lebensbedingungen von Kindern vorzugehen, wobei ihm zudem die hohe Zahl an unehelichen Geburten Sorge bereitete. Seine Aufrufe, dass beispielsweise jede „intakte“ Familie ein Kind aus zerrütteten Verhältnissen aufnehmen könne, verhallten zunächst ungehört. Den unmittelbaren Anlass, die Initiative zu ergreifen, bot – folgt man einem Chronisten der Anfangsjahre – ein Trauerfall in der Pfarrgemeinde. So begann er 1873 damit, Knaben im Pfarrhaus aufzunehmen. Nach der Heirat des Pfarrers 1878 übernahm seine Frau Pauline die Aufgabe einer Hausmutter, und das Pfarrhaus wurde zu einem regelrechten Pflegeheim. Ein 1881 verfasster und ausgeschickter Aufruf zur Hilfe und Unterstützung seiner Arbeit verhallte weitgehend ungehört. Im Mai 1881 verkündete Schwarz seine Absicht, eine Kinderrettungsanstalt für arme, verwahrloste evangelische Kinder zu gründen und diese Anstalt schon am 13. Oktober, dem 100. Jahrestag des Toleranzpatentes, zu eröffnen. In einem Aufruf vom 4. Juni 1881 formulierte Ernst Schwarz gewissermaßen sein diakonisches Programm: „Dies Alles läßt mich hoffen, daß auch für die armen Kinder hier im Lande noch Hilfe kommen wird. Es ist nämlich hier in Kärnten viel Elend unter den Kindern. In der Bevölkerung von 348.000 Seelen, worunter 17.000 Evangelische, sind arme, verwahrloste, herumirrende Kinder in Menge. Sie haben viel Mangel an Brot und kein liebes Daheim; was aber am ärgsten ist, sie haben tausendfach keine Ernährung aus dem Worte Gottes, keine Weisung zu Jesu! Der Staat sucht sie wohl mit Ernst durch Gesetze zur Schule zu halten und zu bessern, aber ohne die Durchdringung des Evangeliums. Aber im günstigen Falle reichen die Schulgesetze nicht aus; die vielen armen Kinder sind nicht zu fassen! Sie wandern mit den Eltern hin und her von einer Schulgemeinde in die Andere. Nur die Errichtung von Heimstätten mit familienähnlicher Einrichtung kann da schützen und retten.“ Tatsächlich erfolgte die formale Gründung der Kinderrettungsanstalt dann etwas später, am 31. Oktober 1881. Zunächst waren es Räumlichkeiten der evangelischen Pfarrgemeinde Waiern, die für die Unterbringung der aufgenommenen Kinder herangezogen wurden. Die wachsende Zahl der zu versorgenden Kinder machte aber bald zusätzlichen Raum nötig. Von Beginn an war für Ernst Schwarz klar, dass die Unterbringung der Kinder im Pfarr- und Schulhaus nur eine Übergangslösung sein konnte. Deshalb unternahm er in den folgenden Jahren unter anderem mehrere Reisen, um Unterstützung für seine Kinderrettungsarbeit zu gewinnen. Ein Ergebnis dieser Reisen war, dass sich in der Schweiz einige Vereine konstituierten, die sich der Unterstützung Waierns widmeten. Einen konkreten Schritt in Richtung der Errichtung eines eigenen Hauses setzte Schwarz im Juni 1886 mit dem Erwerb zweier Grundstücke und mit einem Aufruf zum Bau eines eigenen Rettungshauses. Zu diesem Zeitpunkt wurden in der Kinderrettungsanstalt insgesamt bereits 32 Kinder versorgt. Die Grundsteinlegungsfeier für die neue Anstalt fand am 17. Juli 1887 statt, bis Jahresende war der Rohbau abgeschlossen. Schließlich fand am 14. November 1888 die Einweihung des Kinderrettungshauses statt. Auch rund um diese Einweihung wurde aber wie schon zuvor mehrfach kritisiert, dass die Anstalt keine offizielle Einrichtung der Pfarrgemeinde oder der Evangelischen Kirche war, sondern letztlich eine Privatinitiative von Ernst Schwarz.
Im September 1892 nahm das Schülerheim in Klagenfurt seine Arbeit auf, zunächst mit Amalie und Heinrich Schwarz, zwei Geschwistern von Ernst Schwarz, als Hauseltern. Der Zweck des Alumnates wurde in einem Informationsblatt zusammengefasst: „Diese Zweiganstalt der Kinderrettungsanstalt zu Waiern hat den Zweck unsere Söhne unter einem Hauselternpaar in familienähnlicher Weise zusammenzuhalten, zu erziehen und zu pflegen, daß sie entschiedene, christlich gesinnte wohlunterrichtete leiblich kräftige fleißige Männer werden, welche einmal zum Segen wirken für Familie und Volk, für Gottes und des Kaisers Reich.“ Ab dem November 1892 war dieses Heim im Schloss Zigguln untergebracht, im Frühjahr übersiedelte die Einrichtung in ein Haus am Lendkanal, in unmittelbarer Nachbarschaft zur evangelischen Johanneskirche. In der Regel würden nur evangelische Schüler aufgenommen, sofern ihrem Eintritt in eine der Schulen in Klagenfurt kein Hindernis im Wege stehe. Im Sommer und Herbst 1903 entbrannten die ersten Konflikte in und um das Studentenheim, ausgelöst durch wachsende Unzufriedenheit mit dem erst vor kurzem bestellten Leiter des Hauses, Brinckmann. Diese Spannungen spitzten sich zunehmend zu einem persönlichen Konflikt zwischen Brinckmann und Ernst Schwarz zu. Der Kern des Konfliktes lag offenbar darin, dass – so die Darstellung Schwarz’ – Brinkmann in zunehmendem Maße daran arbeitete, die Verbindung des Studentenheimes an die Anstalten in Waiern zu lösen und diese Einrichtung näher an die Pfarrgemeinde Klagenfurt heranzuführen.
Als dritte Einrichtung entstand in Waiern 1893/94 ein Krankenheim, das im November 1894 eröffnet wurde (und den Anfang des heutigen Krankenhauses Waiern bildete). Der Ansatz zur Errichtung des Heimes war für Ernst Schwarz, so wie bei der Kinderrettungsanstalt, ein gleichermaßen humanitäres wie religiöses Anliegen gewesen: „es ist meine tiefe Ueberzeugung, das viele sogenannte Kranke, die fort und fort nach einem Heilmittel für den Leib haschen, nur eine Erholung, eine Heilung und Erfrischung der Seele durch Gottes Wort und durch den Heiland brauchen!“ In den folgenden Jahren war es insbesondere die finanzielle Grundlage für die Versorgung der Kranken, die zu einer laufenden Herausforderung, ja zu einem ständigen Problem wurde. Ein spezielles Problem waren dabei die in der Regel unzureichenden Pflegegelder.

## Evangelisch Kirchlicher Hilfsverein
Ab 1899 wurde die Gründung eines Vereins als neuem Träger der diakonischen Einrichtungen in Waiern und Klagenfurt vorbereitete. Im Jänner 1901 wurden die Statuten dieses „Evangelisch Kirchlichen Hilfsvereins“ von der Kärntner Landesregierung genehmigt. Der Vereinszweck bestand darin, „zur Weckung und Förderung evangelischen Glaubens und Lebens und zur Hilfe in den Nothzuständen unseres Volkes nach Kräften beizutragen“. Die tatsächliche Übergabe der Einrichtungen an diesen Verein sollte allerdings dann erst 1903 erfolgen. 1905 erfolgte auch eine personelle und damit auch institutionelle Verschränkung der Anstalten in Waiern mit jenen in Treffen: Gräfin Elvine de La Tour wurde eingeladen, in den Vorstand des Hilfsvereins einzutreten. Ernst Schwarz selbst war zum Obmann des Vereins auf Lebenszeit bestellt worden. Einen wesentlichen Bestandteil des Vereinslebens des Hilfsvereins bildeten schon bald nach dessen Gründung die Jahresfeste. Diese Feste sollten dazu dienen, „daß wir Rückschau halten über den zurückgelegten Weg, uns freuen, wenn wir nach aller Mühe und Arbeit wieder ein Stück vorwärts gekommen sind, aber auch ernste Selbstprüfung halten, ob wir nicht zurückgeblieben sind, oder gar auf irrige Wege geraten sind, daß wir aber auch aufwärts und vorwärts schauen, neue Ziele feststecken und neue Wege zur Hilfe unserer Mitmenschen einschlagen“. Das erste Jahresfest der Anstalten Waiern und des evangelisch kirchlichen Hilfsvereins fand am 8. September 1902 statt.
In der Zeit der so genannten Los-von-Rom-Bewegung war Ernst Schwarz eine markante Stimme der evangelischen Gemeinden Kärntens und in diesem Zusammenhang geriet er durch sein Engagement im sozialen Bereich in einen sehr intensiven persönlichen Konflikt. Schwarz betonte, dass die vielen Übertrittswilligen auf der Suche nach etwas seien, was ihnen die Evangelische Kirche geben könne. Man solle diese Menschen daher bewusst aufnehmen und sie in die Kirche integrieren. Agitatorische oder deutschnationale Töne waren bei Ernst Schwarz demgegenüber nur verhältnismäßig selten zu finden. Er ließ die nationalen Beweggründe und Formeln weitgehend beiseite und gab der Bewegung vielmehr eine Akzentuierung durch die ihm eigene pietistische Frömmigkeit. Es war für ihn eine Möglichkeit, die Menschen zum wahren Christentum zu bringen. Ganz konkret und persönlich in die Auseinandersetzungen hineingezogen wurde Ernst Schwarz, nachdem Paul Kayser 1899 als Kaplan nach Feldkirchen gekommen. So wie Schwarz richtete auch Kayser sein Hauptaugenmerk auf die Kinder und beklagte ebenso die hohe Zahl an unehelichen Kindern als eines der Grundübel. Die in Waiern bestehende Anstalt kam allerdings für ihn als provozierendes Element hinzu. Kayser baute katholische Anstalten auf, die sich bewusst als Gegenangebot, ja als Kampfansage gegen die Einrichtungen in Waiern richten sollten. Öffentlich richtete er mehrfach polemische Vorwürfe gegen Schwarz persönlich, die dieser ebenso deutlich und öffentlich beantwortete. Besonders erbittert stand der Vorwurf der „Proselytenmacherei“ im Raum: Schwarz sei bemüht, die in Waiern Versorgten zum evangelischen Glauben zu bringen, was sogar der eigentliche Zweck der Anstalten sei. Schwarz bemühte sich, dies zu widerlegen, und warf Kayser seinerseits vor, den Konflikt bewusst eskalieren zu lassen. Die weitere Entwicklung der Anstalten Kaplan Kaysers und auch des Konfliktes mit Ernst Schwarz und dessen Anstalten in Waiern sollten in der Folge insbesondere dadurch bestimmt sein, dass die Wohltätigkeitsunternehmung Kaysers rasch expandierte – und dies in noch ganze andere Tätigkeitsbereiche hinein. Es kam auch zur Übernahme eines katholischen Waisenhauses in Treffen, das der Bonifatiusverein dort begründet hatte (in unmittelbarer Nachbarschaft zu den Anstalten der Gräfin de La Tour). 1910 befanden sich die Unternehmungen Kaysers allerdings bereits in massiven finanziellen Schwierigkeiten – nach Darstellung Kaysers, eben weil man ihn habe vernichten wollen, wobei er insbesondere die Freimaurer beschuldigte. Der Bankrott der Kayserschen Unternehmungen und seine Verhaftung lösten in der katholischen Kirche Kärntens eine tiefe Krise aus; von den finanziellen Verpflichtungen waren eine ganze Reihe von Würdenträgern und Einrichtungen betroffen, unter anderem Bischof Josef Kahn (der sich in der Folge sogar gezwungen war, zurückzutreten), der St.-Josefs-Verein, der Abt von Tanzenberg oder die Zentralkasse der landwirtschaftlichen Genossenschaften.
Schon 1908/09 war der Plan eines Kleinkinderheimes in Waiern vorgestellt worden. Nach einer Großspende wurde 1911 mit dem Bau begonnen, im Jahr darauf konnte das Heim eröffnet werden. Ein weiteres Bauvorhaben, das 1912 umgesetzt werden konnte, war die Errichtung eines neuen Wirtschaftsgebäudes auf der schon 1904 erhobenen Köraushube. In den Jahren ab etwa 1910 wurde die Verschuldung der Anstalten in Waiern zunehmend ein Thema, das auch Personen und Gremien jenseits des evangelisch kirchlichen Hilfsvereines betraf und beschäftigte. Die Kritiker machten für den schlechten finanziellen Zustand Ernst Schwarz ganz persönlich verantwortlich und machten teilweise sogar eine weitere finanzielle Unterstützung davon abhängig, ob sich Schwarz zumindest in einigen Bereichen zurückziehen würde. Dies führte zu Zerwürfnissen mit Vereinen wie der Gustav-Adolf-Stiftung ebenso wie mit kirchlichen Behörden und Kollegen. Auch der Vorstand des Hilfsvereins war in sich gespalten, mehrere Vorstandsmitglieder traten zurück. Neben der Kritik in der Sache nahm Ernst Schwarz die vorgebrachten Kritikpunkte in zunehmendem Maße als unangebrachte Kritik an sich und seinem Lebenswerk sah und immer wieder der Befürchtung Ausdruck verlieh, seine „Gegner“ würden daran arbeiten, sein Lebenswerk zu zerstören und ihn zu vernichten. Dass es zu keiner letzten Eskalation kam, d. h. zu einem Zerbrechen der Anstalten oder einem erzwungenen Rückzug von Ernst Schwarz, lag nicht zuletzt daran, dass diese Zuspitzung am Vorabend des Ersten Weltkriegs geschah. Dies veränderte die Rahmenbedingungen jedes kirchlichen oder diakonischen Handelns ganz dramatisch.

## Die letzten Lebensjahre
Die frühen 1920er Jahre waren von verschiedenen Entwicklungen geprägt. Zum ersten gab es im Rahmen der verschiedenen ausländischen Hilfsmaßnahmen in Österreich auch in den Anstalten in Waiern „amerikanische Ausspeisungen“. Zum zweiten wurde eine Säuglingsstation eingerichtet, in der im Allgemeinen sechs Kinder betreut wurden. Ein drittes Ereignis dieser Zeit war 1921 ein (neuerlicher) Großbrand im Gebäude der Kinderrettungsanstalt. Schon im Herbst 1924 hatten sich bei Ernst Schwarz (und seiner Frau Pauline) gesundheitliche Probleme eingestellt. Zu Beginn des Winters 1924/25 begann sich Ernst Schwarz zunehmend schwach zu fühlen, wenngleich er mit unvermindertem Engagement weiter arbeitete. Unmittelbar nach dem Neujahrsgottesdienst 1925 brach er jedoch bewusstlos zusammen. Mitte Mai erkrankte er neuerlich an einer beidseitigen Kehlkopfentzündung. Zwei Monate später, am 22. Juli 1925, verstarb Pfarrer Schwarz, der 54 Jahre lang in der Gemeinde gewirkt und 44 Jahre lang die Anstalten in Waiern geleitet hatte. Auf allen kirchlichen Ebenen wurde das Lebenswerk Schwarz anerkannt und gewürdigt. In seiner Mitteilung an den Oberkirchenrat über das Ableben des Waierer Pfarrers sprach Robert Johne vom „ältesten und verdienstvollsten evang. Pfarrer in Kärnten“. In der Senioratsversammlung des Jahres 1927 würdigte er die Persönlichkeit Schwarz’ im Bemühen, einer vielschichtigen Persönlichkeit gerecht zu werden: „Welch’ schweren Verlust Waiern, das Zion der evangelischen Kirche in Kärnten, in dem am 22. Juli 1925 erfolgten Tode des verehrten Altseniors D. Ernst Schwarz erlitten hat, wird noch lange in unserem Gedächtnis stehen. Es lebte in ihm ein gut Stück von dem Geiste der großen, führenden Männer der inneren Mission. Kindliches Gottvertrauen, inniges Gebetsleben, feurige Jesusliebe und ein felsenfester Glaube an den Sieg des Evangeliums machten ihn zu einem Apostel des Herrn.“ Nach dem Tod von Ernst Schwarz kam es 1925/26 schließlich zu einer Trennung der Leitungsfunktionen in der Pfarrgemeinde Waiern und den diakonischen Anstalten. Eine enge Verbindung sollte jedoch noch für lange Zeit bestehen bleiben.